# Ernst-Otto Rieckhoff
Ernst-Otto Rieckhoff (* 21. April 1951; † 17. April 2021) war ein deutscher Fußballfunktionär und Mineralölkaufmann.

## Leben
Rieckhoff, gebürtig aus Schleswig-Holstein, trat 1966 dem Hamburger SV bei und spielte in dem Verein Handball, unter anderem an der Seite des späteren Präsidenten und Aufsichtsratsvorsitzenden Horst Becker. Zeitweise spielte Rieckhoff Handball in der Regionalliga. Beruflich wurde er als Mineralölkaufmann tätig und war Geschäftsführer der Colas Rositz Bauchemie GmbH und bis 2003 der Shell Energy Services GmbH.
Von Juni 1988 bis November 1990 war Rieckhoff Schatzmeister des Hamburger SV. Im Zuge der Verpflichtung der DDR-Nationalspieler Thomas Doll und Frank Rohde führte er 1990 für den HSV die Verhandlungen in Ost-Berlin. Vor der Wahl Jürgen Hunkes zum neuen HSV-Vorsitzenden im November 1990 galt Rieckhoff erst als Anwärter auf ein Vorstandsamt unter Hunke, dann unter dessen Gegenkandidaten Joachim Dege, was Rieckhoff öffentlich Kritik einbrachte.
2005 wurde er in den HSV-Aufsichtsrat gewählt. Im Januar 2011 trat Rieckhoff in dem Kontrollausschuss als Nachfolger Beckers den Vorsitz an. Der Aufsichtsrat unter Rieckhoffs Leitung sprach sich für die Verpflichtung des damals beim Deutschen Fußball-Bund beschäftigten Matthias Sammer als neuer HSV-Sportdirektor aus, laut Rieckhoff war ein Vertrag ausgehandelt. Sammer gab Rieckhoff eine Mitschuld für seine Entscheidung, den Hamburgern abzusagen und erhob öffentlich Vorwürfe gegen den Vorsitzenden des HSV-Aufsichtsrats, welche dieser zurückwies. Die Vorgänge um den gescheiterten Wechsel Sammers zum HSV wurden von Medien als „Posse“ eingestuft, einen Rücktritt von seinem Amt lehnte Rieckhoff ab. Im Mai 2012 gab Rieckhoff den Vorsitz im Aufsichtsrat des Hamburger SV mit sofortiger Wirkung auf, nachdem sein Antrag auf Verkleinerung des Aufsichtsrats bei der Mitgliederversammlung keine Dreiviertel-Mehrheit erhielt. 2013 wurde er mit der Goldenen Ehrennadel des Hamburger SV ausgezeichnet.
2013 stellte er das Vorhaben „HSVPlus“ vor, mit dem er die Ausgliederung der Profiabteilung, eine anschließende Umwandlung in eine Aktiengesellschaft und damit das Erschließen neuer Geldquellen für den finanziell angeschlagenen HSV anstrebte. Rieckhoff gewann für „HSVPlus“ namhafte Unterstützer, darunter Holger Hieronymus, Thomas von Heesen und Ditmar Jakobs. Die Mitgliederversammlung im Januar 2014, auf der über den von Rieckhoff eingereichten „HSVPlus“-Antrag abgestimmt wurde, war mit 7135 teilnehmenden Personen die bis dahin bestbesuchte der Vereinsgeschichte. Rieckhoffs Konzept wurde mit 79,4 Prozent der Stimmen angenommen, die Süddeutsche Zeitung stufte den Vorgang als „historische Revolution“ ein, die Wochenzeitung Die Zeit schrieb von einer „historischen Vereinsreform“. Die Fachzeitschrift Kicker bezeichnete Rieckhoff als „treibende Kraft der Strukturreform HSVPlus“, das Hamburger Abendblatt nannte ihn den „Vater der Ausgliederung“. Allerdings kritisierte Rieckhoff später die Art und Weise der Umsetzung der Ausgliederung.
Rieckhoff starb kurz vor seinem 70. Geburtstag an den Folgen einer Krebserkrankung. Die Zeitung Bild schrieb in einem Nachruf, Rieckhoff und sein enger Freund Horst Becker „zählten über zwei Jahrzehnte zu den einflussreichsten HSV-Funktionären“, laut Hamburger SV hat Rieckhoff den Verein „durch sein langjähriges Engagement (…) nachhaltig mitgeprägt.“